# Surrégime
Le surrégime est un mode de fonctionnement d'un appareil (souvent un moteur, une turbine ou un réacteur), caractérisé par une utilisation au-delà des paramètres normalement utilisés. Quelques exemples :
- la post-combustion sur un turboréacteur ;
- l'excursion de radioactivité, souvent à l'origine d'un accident de criticité, dans le cas d'une centrale nucléaire ;
- le débridage d'un moteur à explosion ;
- la puissance auxiliaire, aussi appelée « régime militaire », sur les avions militaires.

Souvent le surrégime détériore l'appareil qui entre dans ce mode. Pour éviter cette détérioration, on trouve assez souvent un dispositif de limitation de puissance, de vitesse ou de régime (par exemple, le rupteur des moteurs automobiles, ou le circuit de décharge d'une centrale hydraulique).